# Manuel Artime
Manuel Francisco Artime Buesa, M.D. (29 de janeiro de 1932 - 18 de novembro de 1977) foi um cubano-americano que foi membro do exército rebelde de Fidel Castro, e que mais tarde foi o líder político das forças terrestres da Brigada 2506 na fracassada invasão da Baía dos Porcos, em Cuba em abril de 1961.

## Biografia
Manuel Artime era sobrinho do popular poeta cubano José Ángel Bueza e foi criado como católico devoto pelos jesuítas. Em 1957, tornou-se membro do Partido da Libertação Radical (PLR), um grupo democrata-cristão. Formou-se médico e planejava se tornar psiquiatra.
Em dezembro de 1958, ele se juntou ao exército rebelde de Fidel Castro e participou de ofensivas contra as forças do regime de Fulgencio Batista em Guisa, Maffo e Palma Soriano. Em janeiro de 1959, após o triunfo da Revolução Cubana, Artime foi nomeado segundo em comando da Zona 0–22 no distrito de Ciro Redondo, na região de Manzanillo, no Instituto Nacional de Reforma Agrária (INRA). Nesse posto, sob o comando do Major Humberto Sorí Marin, Ministro da Agricultura, e Rogelio Gonzalez Corzo (também conhecido como "Francisco Gutierrez"), Diretor de Agricultura, Artime promoveu o trabalho dos Comandos Rurais (em castelhano:  Comandos Rurales), uma espécie de Corpo da Paz composto por jovens, a maioria dos quais pertencia ao Grupo Católico Universitário (ACU) em Havana. Tanto Sorí Marin quanto Rogelio Gonzalez foram capturados às vésperas da Invasão da Baía dos Porcos e executados em 20 de abril de 1961. Artime também foi professor na Academia Militar de Havana. Durante 1959, Artime formou o Movimento de Recuperação Revolucionária (em castelhano:  Movimiento de Recuperación Revolucionaria, MRR) que incluía Rogelio Gonzalez Corzo, Higinio "Nino" Diaz, Jorge Sotus, Sergio Sanjenis, Rafael Rivas Vazquez, Carlos Rodriguez Santana, alguns dos quais já estavam exilados no México.
Em outubro de 1959, após a prisão e o julgamento do Comandante Huber Matos, do Exército Revolucionário Cubano, a unidade de inteligência cubana G-2 iniciou a busca por outros contrarrevolucionários. Artime asilou-se com os jesuítas em Havana e, em 7 de novembro de 1959, sua carta de renúncia ao INRA e ao Exército Revolucionário foi publicada na primeira página do jornal Avance. Artime então contatou a embaixada americana em Havana e, em 14 de dezembro de 1959, a CIA providenciou sua viagem aos EUA em um cargueiro hondurenho. Ele se envolveu intimamente com Gerry Droller (também conhecido como Frank Bender, conhecido como "Sr. B"), da CIA, no recrutamento e organização de exilados cubanos em Miami para futuras ações contra o governo cubano. A organização de Artime, MRR, cresceu e se tornou o principal movimento contrarrevolucionário dentro de Cuba, com membros de apoio em Miami, México, Venezuela, etc. Envolvidos estavam Tony Varona, José Miró Cardona, Rafael Quintero e Aureliano Sánchez Arango. A infiltração em Cuba, o lançamento de armas, etc. foram organizados pela CIA.
Em maio de 1960, ele era um dos dez ex-oficiais cubanos em Miami que planejavam uma campanha contra o governo cubano. Todos eram graduados da academia militar de Cuba, a Escola de Cadetes. Em 2 de junho de 1960, Artime e nove colegas "recrutas" foram transportados por agentes da CIA para a Ilha Useppa, perto de Fort Myers, na Flórida, para avaliações físicas e psicológicas. Em 22 de junho de 1960, Artime e outros 27 foram levados por terra e ar para Fort Gulick, no Panamá, para treinamento paramilitar. Em 22 de agosto de 1960, ele voou em uma aeronave de transporte C-54 da CIA para San José, na Guatemala. Em 15 de abril de 1961, José Miró Cardona, presidente do Conselho Revolucionário Cubano, sediado em Nova York, confirmou Manuel Artime como seu Administrador Econômico e "Delegado no Exército Invasor". Em 17 de abril de 1961, ele desembarcou com a Brigada 2506, a brigada de assalto de exilados cubanos, em Playa Larga na Invasão da Baía dos Porcos. Depois que a Brigada cessou os combates em 19 de abril de 1961, ele e outros se espalharam pelas florestas e pântanos perto de Playa Girón. Em 2 de maio de 1961, ele foi capturado pelas forças cubanas perto da usina de açúcar de Covadonga com outros 21 brigadistas. Artime, junto com todos os outros capturados na invasão fracassada, foi condenado a 30 anos de prisão durante um julgamento por traição em massa. Ele foi finalmente libertado da prisão e levado de avião para Miami em 24 de dezembro de 1962. Em 29 de dezembro de 1962, Manuel Artime estava no palco ao lado do presidente dos EUA John F. Kennedy no Orange Bowl em Miami, na Flórida, durante a cerimônia de "boas-vindas" para veteranos capturados da Brigada 2506.
Por iniciativa do procurador-geral dos EUA, Robert F. Kennedy, ele se envolveu no projeto cubano AMWORLD, uma unidade contrarrevolucionária patrocinada pela Casa Branca e organizada pela CIA, com bases na Costa Rica e na Nicarágua, que encenou ataques de comandos em instalações costeiras cubanas. No entanto, em 1964, o Projeto Cubano foi cancelado pelo presidente dos EUA, Lyndon B. Johnson. Artime participou de uma tentativa fracassada de assassinato contra Fidel Castro em 1965. Na década de 1970, Artime organizou o Fundo de Assistência à Defesa de Miami, arrecadando US$ 21.000 para os ladrões condenados de Watergate, vários dos quais eram veteranos americanos ou cubanos da operação da Baía dos Porcos.

## Morte e legado
Artime era muito próximo de E. Howard Hunt e era padrinho do seu filho mais novo, David. Manuel Artime morreu de câncer em 18 de novembro de 1977. As circunstâncias de sua morte prematura são consideradas incomuns em ambos os lados do Estreito da Flórida. Artime deveria comparecer perante o Comitê Seleto da Câmara sobre Assassinatos e Gaeton Fonzi afirma: "Há algumas mortes que eu chamo de misteriosas. Artime se encaixa nessa categoria — ele teve câncer muito rápido." Ele está enterrado no Cemitério e Mausoléu Woodlawn Park, agora Cemitério e Mausoléu Caballero Rivero Woodlawn North Park, em Miami. 
O Dr. Manuel Artime dá o nome do Teatro Manuel Artime no bairro de exilados cubanos de Pequena Havana, em Miami. Foi retratado pelo ator cubano-americano Steven Bauer na minissérie da HBO Max de 2023, White House Plumbers, sobre o escândalo de Watergate; sendo representado como amigo do espião E. Howard Hunt.

## Galeria

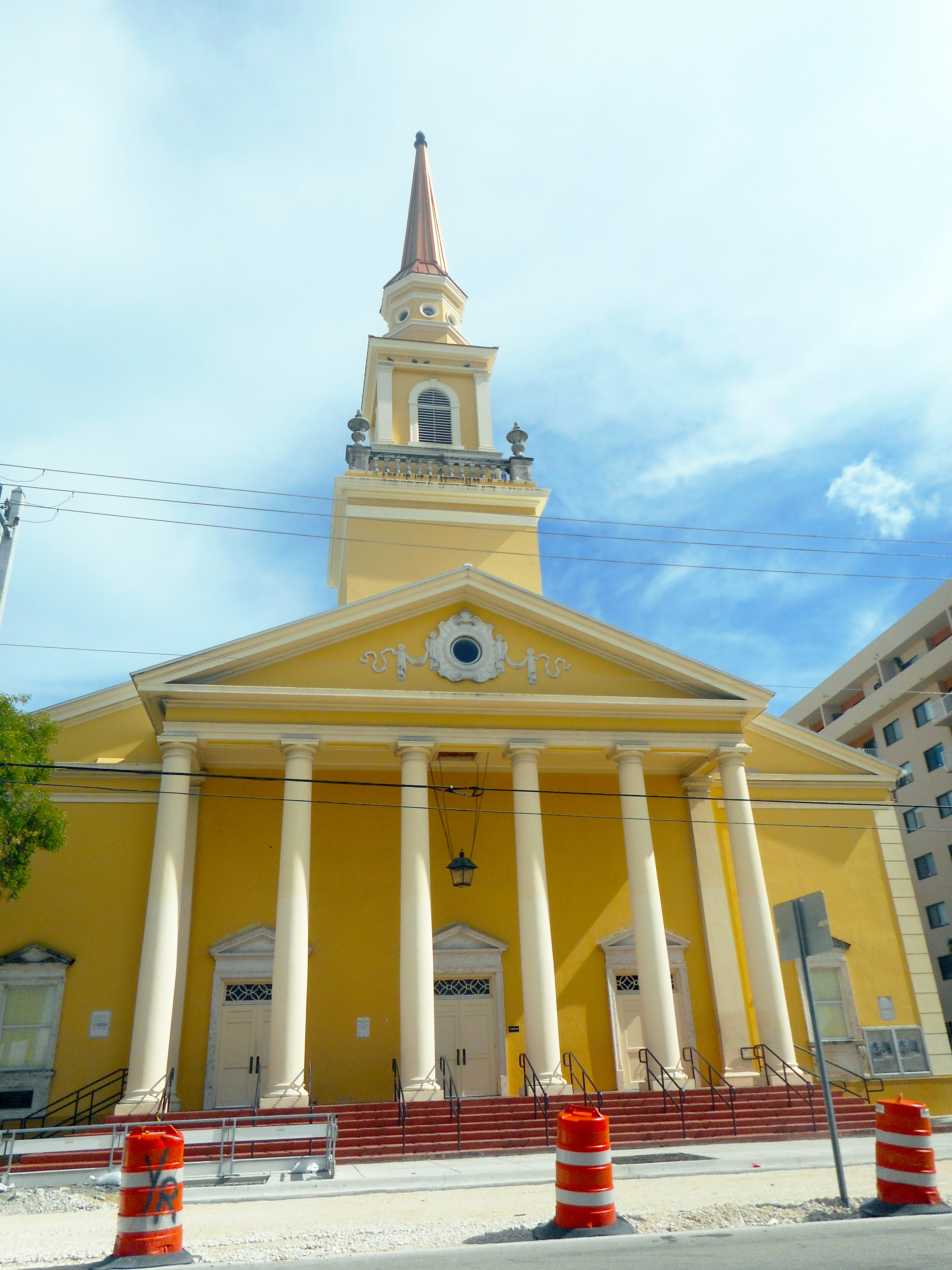
Teatro Manuel Artime no bairro Pequena Havana durante a reconstrução da SW 1st Street.
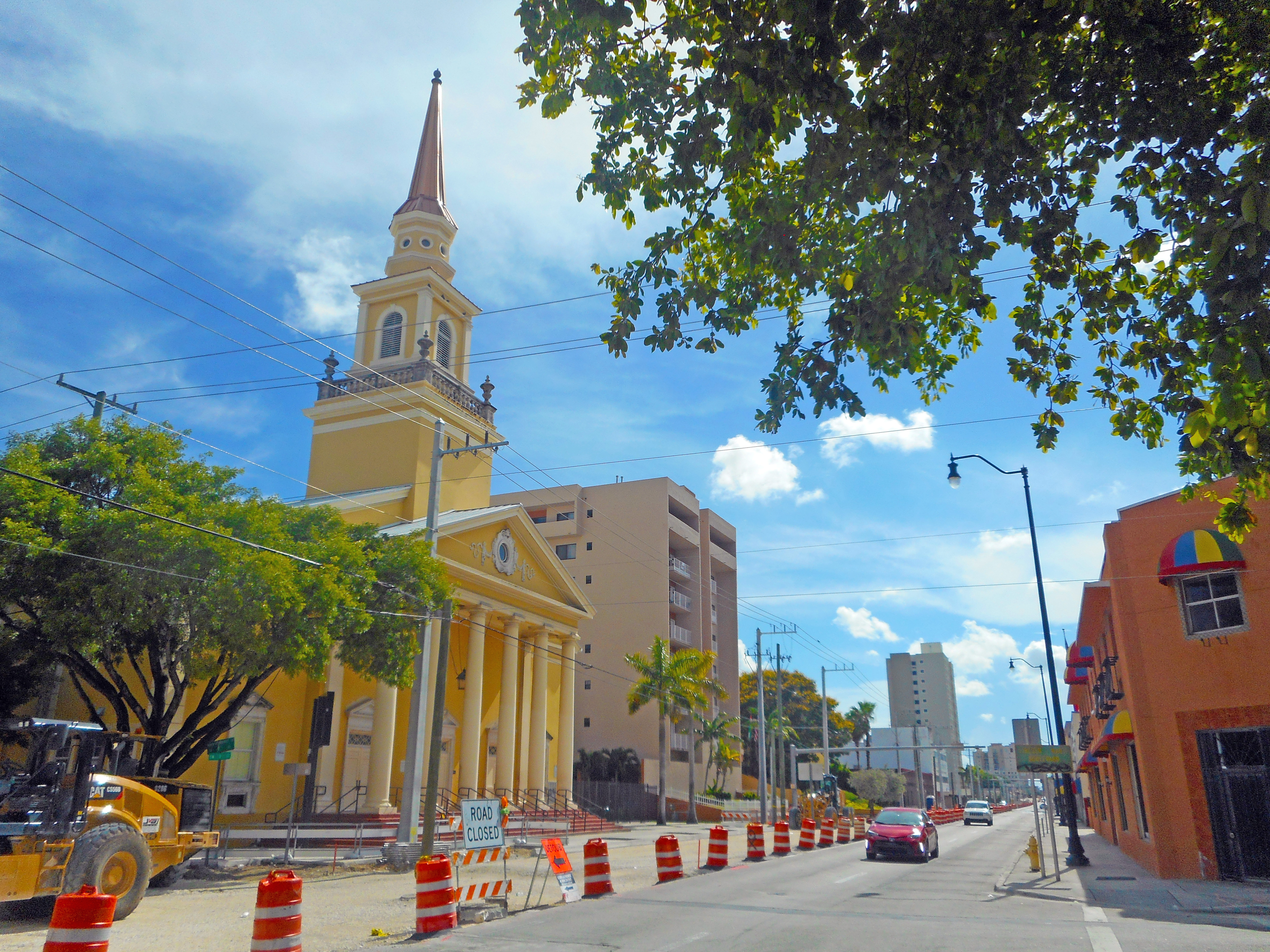
Vista oeste da SW 1st Street.